# Tekniska textilier
Tekniska textilier är textilier som inte främst skapas av estetiska skäl eller som inte främst används till beklädnad. För tekniska textilier är det istället funktionen som står i centrum; som böjlighet, genomsläpplighet eller styrka. Tekniska textiler har ökat i betydelse inom områden som byggnadskonstruktion, fordonsindustrin, jordbrukssektorn och medicin.
De strukturrationaliseringar som tekokrisen banade väg för har också bidragit till att Sverige är ett tämligen framgångsrikt land inom området tekniska textilier. År 2008 stod tekniska textilier för nära halva svenska textilexporten.

## Olika typer av tekniska textilier

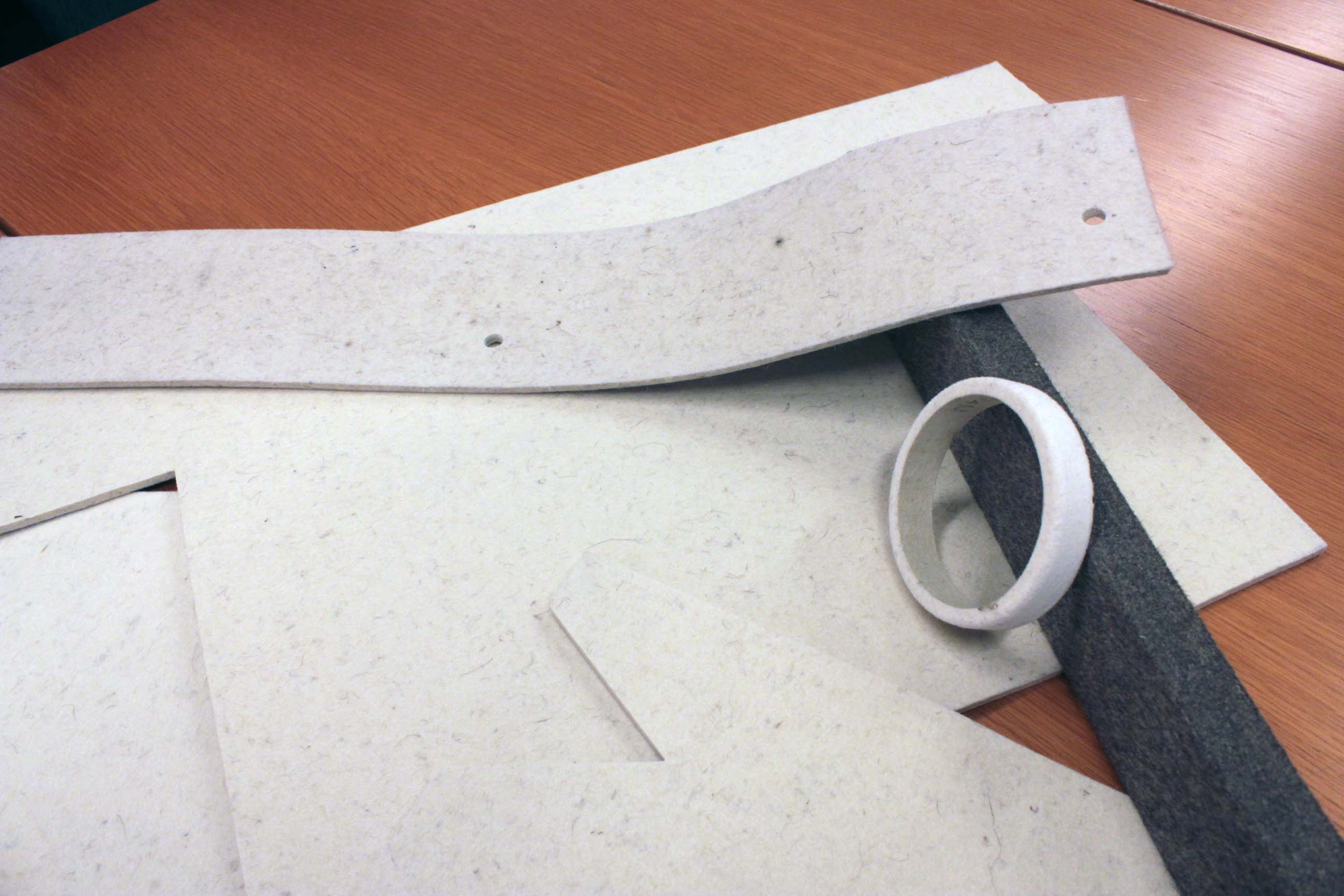
Packningar tillverkade av stampad ullfilt

Det finns ingen allmänt vedertagen taxonomi av tekniska textilier. En vanlig kategorisering är efter användningsområden. Den kategoriseringen innehåller inte bara tekniska textilier, utan även exempelvis hemtextilier. På svenska finns det inte etablerade benämningar för alla kategorier, varför även de engelska begreppen anges inom parentes. 
- Agrotextilier (agro-tech/agro-tex) är textilier som används inom jordbruket. Exempel på agrotextilier är fiberdukar som  odlingsväv eller marktäckningsväv. En viktig fråga för agrotextilier är biologisk nedbrytbarhet.
- Byggtextilier (Buildtech) är textilier som används för byggnation, exempelvis för isolering, luftkonditionering eller presenningar.
- Klädtextil (Clothtech) är kläder som renrumskläder eller skosnören.[6]
- Geotextilier används för att förstärka vallar eller i byggarbeten. Geo-textiliernas uppgift är ofta att separera eller filtrera olika skikt, alternativt att skydda eller dränera. Här används framförallt vävda eller nonwoven-material.
- Hemtextilier (hometech) är textilier som används inomhus, såsom för heminredning, möbler, matta, solskydd, kuddar eller textilförstärkta strukturer.
- Industriella textilier (Indutech) används inom ett par maskintekniska områden som exempelvis filtrering, plasmaskärmar eller smältningsprocesser.
- Medicinska textilier är dels mycket avancerad utrustning såsom implantat, dels mindre avancerad utrustning såsom bandage eller sängkläder.[7]
- Transporttextilier (Mobiltech) är textilier som används inom bil- järnvägs- fartygs- flygplan- eller rymdindustrin. Exempel på textilier som räknas hit är krockkudde, säkerhetsbälten, fallskärmar och luftballonger.
- Miljötextil (Oekotech) är miljövänliga textilier som används exempelvis för vattenrening eller luftrening.
- Förpackningstextilier (Packtech) är textilier som används för att förpackningsändamål, som exempelvis silon eller behållare.
- Skyddstextilier Protech (Protective textiles) inkluderar skottsäkra västar, värmeskyddande jackor eller rymddräkter.[8]
- Sporttextilier (Sporttech) inkluderar diverse sport- och friluftsutrustning såsom skor, klätterutrustning, tält eller sovsäckar.[9]